# Metaverso
La parola "Metaverso" deriva dalla fusione dei termini "meta", una preposizione e un prefissoide che in greco antico ha vari significati, tra cui "al di là di", e "universus" che in latino significa "tutto". Questo concetto si collega innanzitutto alla "Metafisica" di Aristotele, che circa 2.500 anni fa esplorava ciò che esiste oltre e dopo la fisica.
Nella fantascienza, il metaverso è un'ipotetica iterazione di Internet come unico mondo virtuale universale e immersivo, facilitato dall'uso di visori per la realtà virtuale (VR) e la realtà aumentata (AR). Nell'uso colloquiale, un metaverso è una rete di mondi virtuali 3D incentrati sulla connessione sociale.
Il termine "metaverso" nasce dal romanzo di fantascienza di Neal Stephenson Snow Crash del 1992. Rappresentava un universo di realtà virtuale parallelo originato dalla computer grafica, a cui gli utenti in ogni parte del mondo potevano accedere connettendosi attraverso occhiali e auricolari. La spina dorsale di questa dimensione era un protocollo chiamato Street, che collegava diversi quartieri e luoghi virtuali come in una sorta di autostrada dell'informazione. Gli utenti si materializzano in corpi digitali configurabili definiti avatar. Benché il metaverso di Stevenson fosse digitale e sintetico, ciò che avveniva in questa dimensione aveva un impatto effettivo sulla persona reale. Un precursore letterario del metaverso si può trovare nel cyberspazio VR di William Gibson chiamato Matrix nel romanzo di fantascienza del 1984 Neuromante. Una moderna reincarnazione letteraria del metaverso è OASIS, illustrata nel romanzo di fantascienza del 2011 Ready Player One scritto da Ernest Cline. OASIS era un gioco VR online multiutente che si era evoluto nella destinazione online predominante per il lavoro, l'istruzione e l'intrattenimento. In questo romanzo gli utenti si connettono a OASIS con cuffie, guanti aptici e tute. Per quanto riguarda l'istruzione, OASIS contenendo in sé tutti i libri del mondo accessibili all'utenza in forma gratuita, presenta una visione tecno-utopica dell'istruzione online virtuale. Questo romanzo è stato utilizzato da Steven Spielberg come base per realizzare il suo lungometraggio del 2018 dall'omonimo titolo Ready Player One.
Il termine fu poi adottato per designare scienze o considerazioni teoriche riguardanti zone analoghe a quelle oggetto della scienza al cui nome meta- è premesso, ma giacenti comunque al di là dei loro confini (v. metalinguaggio, metamatematica, metapsichica, metastoria, ecc. Treccani) - 2) e "universo". La privacy delle informazioni, la dipendenza e la sicurezza degli utenti sono preoccupazioni all'interno del metaverso, derivanti dalle sfide che devono affrontare le industrie dei social media e dei videogiochi nel loro complesso.
Esempi concreti di metaverso sono considerati i giochi MMORPG, la piattaforma di mondi virtuali Second Life (che, nata nel 2003, viene descritta come il primo metaverso) o Active Worlds.

## Meta e il metaverso
Nel 2021 Meta Platforms Inc. assume diecimila persone in Europa per creare il metaverso.
Facebook è pronta a cambiare nome in Meta, per il metaverso, il 28 ottobre 2021.
Il 27 gennaio 2022 anche Apple si interessa al Metaverso.

## Caratteristiche del metaverso
Per quanto il metaverso sia ancora un progetto in corso, cominciano a delinearsi le prime caratteristiche:
- Consente una comunicazione in tempo reale e interazioni dinamiche con artefatti digitali grazie a display separati e leggermente diversi per ciascun occhio che replicano la vista in ambienti fisici[12].
- L'istruzione a distanza online, ad esempio, può superare i limiti fondamentali degli strumenti di e-learning 2D che si basano sul web[13].
- Il metaverso è fondato su tecnologie che permettono interazioni multisensoriali in ambienti virtuali, con oggetti digitali e altri utenti. La qualità rappresentativa del sistema XR deriva dall'uso di display stereoscopici, i quali forniscono una percezione tridimensionale dello spazio[14].
- L'audio 3D, noto anche come audio spaziale o binaurale, permette di creare paesaggi sonori che aumentano significativamente l'immersione nelle esperienze di realtà aumentata (AR) e realtà virtuale (VR)[15].
- Con l'uso dei controller, gli utenti hanno la possibilità di toccare, afferrare, manipolare e interagire con oggetti virtuali[16].

## Giornalismo nel Metaverso
Il mondo del giornalismo on line ha cominciato a interrogarsi sull'opportunità di diffondere i propri contenuti in modo innovativo, andando oltre alle notizie pubblicate attraverso la scrittura e l'immagine. Un esempio è il giornalismo immersivo che si è affermato nell’ambito dei media digitali, aprendo di fatto le porte a nuove forme di osservazione. Attraverso l’interattività si è fatto in modo che l’utente si avvicinasse a questa forma di informazione con curiosità e partecipazione. A frenare tutto i costi di produzione e il pubblico, ancora di nicchia. Al momento non ci sono riferimenti o esempi di notizie declinate secondo le caratteristiche e le modalità del Metaverso.

## Metaverso crittografico alimentato da blockchain
Il cripto-metaverso si riferisce ad ambienti digitali interconnessi in cui gli utenti, rappresentati come avatar in paesaggi digitali, interagiscono utilizzando criptovalute, consentendo l'acquisto e la vendita di vari beni digitali come terreni virtuali, oggetti avatar e altri beni digitali. La proprietà dei beni digitali è tipicamente rappresentata sotto forma di token non fungibili. Le aziende utilizzano il cripto-metaverso per promuovere prodotti e servizi e facilitare il coinvolgimento dei consumatori con i marchi. Ad esempio, i consumatori possono acquistare articoli digitali a Gucci Town, Vans World, Nikeland e Ralph Lauren Winter Escape sul cripto-metaverso Roblox; assistere a sfilate di moda virtuali di Dolce & Gabbana sul cripto-metaverso Decentraland; e partecipare a feste virtuali esclusive con Snoop Dogg o Paris Hilton sul cripto-metaverso Sandbox.
Le ricerche dimostrano che l'economia immobiliare del metaverso è simile a quella degli immobili fisici, con valutazioni elevate in prossimità di importanti punti di riferimento, proprietari famosi, indirizzi memorabili e strade trafficate. Nel dicembre 2021, un investitore ha pagato 450.000 dollari per un lotto di proprietà immobiliare digitale accanto alla villa virtuale di Snoop Dogg nella Sandbox. Le ricerche mostrano che gli investitori del cripto-metaverso possono essere classificati in quattro gruppi principali: coloro che sono attratti dall'estetica e dall'identità attraverso l'auto-espressione e l'innovazione; coloro che cercano connessioni sociali e coinvolgimento della comunità; coloro che si concentrano sulla speculazione e sull'investimento; coloro che sono interessati all'innovazione tecnologica. In precedenza, le proiezioni finanziarie variavano molto: J.P.Morgan ha stimato nell'ottobre 2022 che il metaverso sarebbe diventato un'opportunità da 1.000 miliardi di dollari, McKinsey ha previsto una valutazione di 5.000 miliardi di dollari nel giugno 2022 e Citigroup ha previsto un'opportunità tra gli 8 e i 13.000 miliardi di dollari.